# Metamonada
A Metamonada mitokondrium nélküli ostoros eukarióták nagy csoportja. Tagjai nem teljesen ismert, de tartalmazzák a Retortamonadida, a Diplomonadida és feltehetően a Parabasalia és Oxymonadida csoportokat is. E 4 csoport mindegyike anaerob, sokuk aerotoleráns, gyakran állatok szimbiontáiként vagy parazitáiként fordulnak elő, mint a Giardia duodenalis esetén, mely emlősökben hasmenést okoz.

## Jellemzők
A Parabasalia és az Oxymonada számos tagja megtalálható termeszbelekben, és fontosak a fában lévő cellulóz lebontásában. Más Metamonada-tagok paraziták.
Ezen ostorosok különösek, mivel nincsenek mitokondriumaik. Eredetileg a legprimitívebb, a többiektől a mitokondriumok megjelenése előtt elvált eukariótáknak hitték. Azonban a mitokondriumaikat másodlagosan vesztették el, és azokból származó sejtszervecskéik és magi génjeik vannak. Mitokondriális maradványok a hidrogéntermelő hidrogenoszómák és a mitoszómák.
A Metamonada és a Malawimonadida együtt a Podiata feltételezett testvérkládja.
E csoportokban a négyes csoportokban lévő ostorok vagy alapi testek a közösek, melyek gyakran a sejtmaggal asszociáltak, kariomasztigontát alkotva. Ezenkívül a Carpediemonas és a Trimastix a Retortamonadida–Diplomonadida csoport, illetve az Oxymonadida közeli rokona. Mindkettő szabadon él és mitokondrium nélküli.
A Giardia duodenalis endocitózisa során egyedi részeket használ, ezeknek 3 csoportjuk van (gömbölyű, csőszerű, polimorf). A Fornicata a bona fide CLC-origót elvesztette, de a Giardiinae és a Hexamitidae egy CLC-analógot szerzett.

## Besorolás
A Metamonadát az Excavata csoportba sorolták, egy parafiletikus eukarióta szupercsoportba, bennük táplálónyílásos ostorosokkal és közeli rokonaikkal. Kapcsolataik ismeretlenek, együtt nem jelennek meg molekuláris fákon. Lehet, hogy az e definíciónak megfelelő Metamonada nem monofiletikus.
Az alábbi 2013-as felsőbb szintű besorolás Thomas Cavalier-Smith munkáin alapul a Fornicata Yubukia, Simpson és Leander általi kiegészítésével.
- Phylum Metamonada (Grassé 1952) Cavalier-Smith 1987 emend. Cavalier-Smith 2003
  - Familia Anaeramoebidae Táborský, Pánek & Čepička 2017
  - Subphylum Anaeromonada Cavalier-Smith 1997 emend. 2003
    - Classis Anaeromonadea Cavalier-Smith 1997 emend. 1999
      - Familia Paratrimastigidae Zhang et al. 2015[8]
      - Ordo Trimastigida Cavalier-Smith 2003
        - Familia Trimastigidae Saville Kent 1880

      - Ordo Oxymonadida Grassé 1952 emend. Cavalier-Smith 2003
        - Familia Polymastigidae Bütschli 1884
        - Familia Saccinobaculidae Brugerolle & Lee 2002 ex Cavalier-Smith 2013
        - Familia Pyrsonymphidae Grassé 1892
        - Familia Oxymonadidae Kirby 1928

  - Subphylum Trichozoa Cavalier-Smith 1996 emend. Cavalier-Smith 2003 stat. n. 2013
    - Superclassis Fornicata Simpson 2003 stat. n. Cavalier-Smith 2013
      - Familia Kipferliidae Cavalier-Smith 2013
      - Classis Carpediemonadea Cavalier-Smith 2013 s.s.
        - Ordo Carpediemonadida Cavalier-Smith 2003 emend. 2013 s.s.
          - Familia Carpediemonadidae Cavalier-Smith 2003

      - Classis Eopharyngea Cavalier-Smith 1993 stat. n. Cavalier-Smith 2003
        - Ordo Dysnectida Cavalier-Smith 2013
          - Familia Dysnectidae Cavalier-Smith 2013

        - Ordo Retortamonadida Grassé 1952 emend. Cavalier-Smith 2013
          - Familia Caviomonadidae Cavalier-Smith 2013
          - Familia Chilomastigidae Cavalier-Smith 2013
          - Familia Retortamonadidae Wenrich 1932

        - Ordo Diplomonadida Wenyon 1926 emend. Brugerolle et al. 1975
          - Familia Giardiidae Kulda & Nohy´nkova´ 1978
          - Familia Octomitidae Cavalier-Smith 1996
          - Familia Spironucleidae Cavalier-Smith 1996
          - Familia Hexamitidae Kent 1880 emend. Brugerolle et al. 1975

    - Superclassis Parabasalia Honigberg 1973 stat. n. Cavalier-Smith 2003
      - Classis Trichonymphea Cavalier-Smith 2003
        - Order Lophomonadida Light 1927
          - Familia Lophomonadidae Saville Kent 1880

        - Ordo Trichonymphida Poche 1913
          - Familia †Burmanymphidae Poinar 2009
          - Familia Retractinymphidae Radek et Brune 2023[9]
          - Familia Spirotrichosomidae Hollande et Caruette-Valentin 1971
          - Familia Staurojoeninidae Grassé 1917
          - Familia Trichonymphidae Saville Kent 1880
          - Familia Hoplonymphidae Light 1926
          - Familia Teratonymphidae Koidzumi 1921 [Eucomonymphidae]

      - Classis Trichomonadea Kirby 1947 stat. n. Cavalier-Smith 2003
        - Ordo Pimpavickida Céza & Čepička 2022[10]
          - Familia Pimpavickidae Céza et Čepička 2022

        - Ordo Trichomonadida Kirby 1947
          - Familia Lacusteriidae Céza et Čepička 2022[10]
          - Familia Trichomonadidae Chalmers et Pekkoloa 1918 sensu Hampl et al. 2006

        - Ordo Honigbergiellida Čepička et al. 2010[11][10]
          - Familia Honigbergiellidae Čepička, Hampl et Kulda 2010
          - Familia Hexamastigidae Čepička, Hampl et Kulda 2010
          - Familia Tricercomitidae Čepička, Hampl et Kulda 2010

        - Ordo Hypotrichomonadida Čepička et al. 2010
          - Familia Hypotrichomonadidae (Honigberg 1963) Čepička, Hampl et Kulda 2010

        - Ordo Spirotrichonymphida Grassé 1952
          - Familia Spirotrichonymphidae Grassé 1917

        - Ordo Tritrichomonadida Čepička et al. 2010
          - Familia Dientamoebidae Grassé 1953
          - Familia Monocercomonadidae Kirby 1944
          - Familia Simplicimonadidae Čepička et al. 2010
          - Familia Tritrichomonadidae Honigberg 1963

        - Ordo Cristamonadida Brugerolle et Patterson 2001 emend. Cavalier-Smith 2013
          - Familia Calonymphidae Grassé 1911
          - Familia Devescovinidae Doflein 1911

2018-ban ismét feltételezték a Metamonada bazális helyzetét.